# Burgstall Steingriff
Der Burgstall Steingriff ist eine abgegangene Burg anstelle der Kirche Hl. Dreifaltigkeit in Steingriff (Kirchplatz 10), einem Ortsteil der Stadt Schrobenhausen im Landkreis Neuburg-Schrobenhausen in Bayern. Die Anlage wird als Bodendenkmal unter der Aktennummer D-1-7433-0144 im Bayernatlas als „mittelalterlicher Burgstall sowie mittelalterliche und frühneuzeitliche Befunde im Bereich der Kath. Filialkirche Hl. Dreifaltigkeit in Steingriff“ geführt.
Von der ehemaligen Burganlage ist noch die Schlosskapelle, die heutige Katholische Filialkirche Hl. Dreifaltigkeit, erhalten.